# Spilosoma clava
Spilosoma clava là một loài bướm đêm thuộc phân họ Arctiinae, họ Erebidae.